# Sierpiński-felbontás
A Sierpiński-felbontás egy meglehetősen paradox, a kontinuumhipotézist használó halmazelméleti konstrukció.

## Az állítás
Sierpiński-felbontásnak nevezzük a sík felbontását két halmaz, A és B uniójára úgy, hogy a következő teljesül:
- A metszete minden vízszintes egyenessel megszámlálható,
- B metszete minden függőleges egyenessel megszámlálható.

## A tétel
Ha igaz a kontinuumhipotézis, akkor a síknak létezik Sierpiński-felbontása. Sőt a kontinuumhipotézis ekvivalens ilyen felbontás létezésével.

## Jelentősége
Szorítkozzunk csak a {\displaystyle [0,1]\times [0,1]} egységnégyzetre. 
Ha ekkor {\displaystyle F(x,y)} az {\displaystyle A} halmaz karakterisztikus függvénye, tehát {\displaystyle F(x,y)=1}, ha {\displaystyle \langle x,y\rangle \in A} és {\displaystyle F(x,y)=0}, ha {\displaystyle \langle x,y\rangle \in B}, akkor
felhasználva, hogy a Lebesgue-integrál nem változik, ha a függvény értékét megszámlálható sok pontban megváltoztatjuk, így, egy olyan {\displaystyle [0,1]}-beli függvény integrálja, ami megszámlálható sok pontban 0, a többi helyen 1, 1, ha pedig a függvény megszámlálható sok pontban 1, a többi helyen 0, akkor integrálja is 0. Úgy is lehet fogalmazni, hogy {\displaystyle A} nem mérhető.

## Változatok

### A Freiling-féle dárdaparadoxon
Ez a frappáns átfogalmazás Chris Freilingtől ered.
Tegyük fel a kontinuumhipotézist. Ekkor a sík pontjai felsorolhatók, mint {\displaystyle \{r_{\alpha }:\alpha <\omega _{1}\}}. Ketten játszanak, először Első, azután Második beledobja dárdáját a céltáblába, ami a sík. Mondjuk Első eltalálja {\displaystyle r_{\alpha }}-t, Második {\displaystyle r_{\beta }}-t. A  {\displaystyle \{r_{0},\dots ,r_{\alpha }\}} halmaz megszámlálható, tehát nullmértékű. Második ezt nem találhatja el, pontosabban csak nulla valószínűséggel találhatja el. Tehát 1 valószínűséggel {\displaystyle \beta >\alpha }. Ezután kinyílik az ajtó és belép valaki a kocsmába. Ránéz a céltáblára és megmondja hogy melyik volt Első dobása (a kisebb) és melyik Másodiké (a nagyobb indexű pont) és 1 valószínűséggel igaza van.

### A háromdimenziós eset
Hasonlóképpen, szintén a kontinuumhipotézisssel igazolható, hogy a háromdimenziós euklideszi tér, R3 felbontható három halmaz, A, B és C egyesítésére, hogy 
- A metszete minden az x tengellyel párhuzamos egyenessel véges,
- B metszete minden az y tengellyel párhuzamos egyenessel véges,
- C metszete minden a z tengellyel párhuzamos egyenessel véges.